# Homokszentgyörgy
Homokszentgyörgy község Somogy vármegyében, a Barcsi járásban.

## Fekvése
A megye déli részén fekszik, a Lad-Barcs közti 6623-as út mentén, Barcstól bő húsz kilométerre északra, Lad és Szulok között.

## Története
Nevét 1425-ben említették először írásos formában. Az 1536. évi adólajstrom pedig Kálmáncseh és Öszpöte között sorolta fel. 1583-ban Ungnád Kristóf, 1598-1599 között Nádasdy Ferenc birtokaként volt említve. Az 1565-66. évi török kincstári fejadólajstromban Musa-Szent-György néven található, mely 30 házból állt. Az 1660. évi pannonhalmi főapátsági tizedjegyzéke szerint Szent György várához tartozott.
1676-ban Széchenyi György kalocsai érsek kapta adományul Lipót királytól. Az 1715 évi összeíráskor 10 háztartást írtak benne össze.
Az 1715-1733. évi összeírás már a Széchényi családot említette birtokosaként és később is a Széchényieké volt.
1863-ban egy nagy tűzvész alkalmával a község fele leégett.

## Közélete

### Polgármesterei
- 1990–1994: Kulcsár Szilveszter (független)[3]
- 1994–1998: Kulcsár Szilveszter (független)[4]
- 1998–2002: Kulcsár Szilveszter (független)[5]
- 2002–2006: Kulcsár Szilveszter (független)[6]
- 2006–2010: Kulcsár Szilveszter (független)[7]
- 2010–2014: Czinke János (független)[8]
- 2014–2019: Czinke János (független)[9]
- 2019–2024: Czinke János (független)[10]
- 2024– : Czinke János (független)[1]

## Népesség
A település népességének változása:
| Lakosok száma | 1154 | 1131 | 1108 | 958  | 930  | 938  | 952  |
|               | 2013 | 2014 | 2015 | 2021 | 2022 | 2023 | 2024 |

A 2011-es népszámlálás során a lakosok 68,1%-a magyarnak, 2,3% cigánynak, 0,8% németnek mondta magát (31,7% nem nyilatkozott; a kettős identitások miatt a végösszeg nagyobb lehet 100%-nál). A vallási megoszlás a következő volt: római katolikus 49%, református 6,5%, felekezet nélküli 9,7% (34,2% nem nyilatkozott).
2022-ben a lakosság 88,7%-a vallotta magát magyarnak, 3,8% cigánynak, 0,9% németnek, 0,5% horvátnak, 0,1% bolgárnak, 0,5% egyéb, nem hazai nemzetiségűnek (11% nem nyilatkozott; a kettős identitások miatt a végösszeg nagyobb lehet 100%-nál). Vallásuk szerint 45,8% volt római katolikus, 5,3% református, 0,1% evangélikus, 0,1% görög katolikus, 0,1% izraelita, 0,5% egyéb keresztény, 1,6% egyéb katolikus, 8,6% felekezeten kívüli (37,8% nem válaszolt).

## Nevezetességei
- Széchenyi-kastély
- Református templom